# Wapen van Westerveld

Wapen van Westerveld

Het wapen van Westerveld bestaat uit het gecarteleerde wapenschild van de in 1998 ontstane gemeente Westerveld. De beschrijving luidt: 
"Gevierendeeld; I effen sinopel; II en III in goud een linkerschuinbalk van sabel; IV effen azuur. Het schild gedekt met een gouden kroon van drie bladeren en twee parels."
De heraldische kleuren in het wapen zijn: sinopel (groen), goud (geel), sabel (zwart) en azuur (blauw). Het schild is gedekt met een gravenkroon.

## Geschiedenis
De gemeente koos voor het ontwerp bewust een eenvoudig wapen zodat het ontwerp inpasbaar zou zijn in moderne vormgeving. Men koos voor vier kwartieren omdat de gemeente is gevormd door vier gemeenten. Het kleurgebruik in het wapen is de symbolische weergave van de landschappelijke karakteristieken van de gemeente. Binnen de gemeente liggen twee nationale parken. Uit de huisstijl van de Drents-Friese wolden werd de kleur geel overgenomen. De gouden kwartieren staan symbool voor de zandgrond waaruit de ondergrond van de gemeente bestaat. Van het Dwingelderveld de kleur blauw. Groen symboliseert tevens de agrarische sector. Het blauwe kwartier boven, het groene kwartier beneden komt enigszins overeen met de geografische ligging van de twee parken. De Drentsche Hoofdvaart doorsnijdt de gemeente van noordoost naar zuidwest, dit is symbolisch weergegeven op het schild in de vorm van de linkerschuinbalk. Om niet te veel nadruk op de balk te vestigen loopt de balk niet over het hele schild. Deze balken rusten op de gouden kwartieren. De kleur zwart symboliseert turf, omdat de vaart gegraven werd ten behoeve van het vervoer van turf. Op 11 april 2001 werd het wapen aan de gemeente verleend.